# Tryfon (Turkiestanow)
Tryfon, imię świeckie Boris Pietrowicz Turkiestanow (ur. 17 listopada?/29 listopada 1861, zm. 1 lipca 1934 w Moskwie) – rosyjski biskup prawosławny.

## Życiorys
Ukończył gimnazjum w Moskwie w 1883. W 1887 wstąpił jako posłusznik do Pustelni Optyńskiej, gdzie w 1891 złożył wieczyste śluby zakonne. 6 stycznia roku następnego przyjął święcenia kapłańskie. W 1895 ukończył wyższe studia teologiczne w Moskiewskiej Akademii Duchownej. Od 1897 był rektorem Wifańskiego seminarium duchownego z godnością archimandryty, zaś od 1899 – rektorem seminarium duchownego w Moskwie.
1 lipca 1901 miała miejsce jego chirotonia na biskupa dmitrowskiego, wikariusza eparchii moskiewskiej. W obrzędzie jego chirotonii jako konsekratorzy wzięli udział metropolita moskiewski Włodzimierz, biskup riazański Polieukt, biskup możajski Parteniusz, biskup wołokołamski Arseniusz oraz biskupi Nestor, Grzegorz i Nataniel. W 1914, po wybuchu I wojny światowej, został kapelanem w armii rosyjskiej. 2 czerwca 1916 na własną prośbę został przeniesiony w stan spoczynku i na stałe zamieszkał w Monasterze Nowe Jeruzalem, zaś od 1918 żył w Moskwie, w monasterze Objawienia Pańskiego. Z powodu piękna głoszonych przez siebie kazań zyskał przydomek Moskiewskiego Złotoustego.
W 1923 otrzymał godność arcybiskupa, zaś w 1931 – metropolity. Chociaż formalnie pozostawał w stanie spoczynku, był wpływową postacią w hierarchii Rosyjskiego Kościoła Prawosławnego, zaś wierni uważali go za świętego starca i zwracali się do niego z prośbami o modlitwy i porady duchowe.
Zmarł w 1934 i został pochowany na Cmentarzu Wwiedeńskim w Moskwie.
Jest autorem dziękczynnego akafistu Chwała Bogu za wszystko (ros. Sława Bogu za wsio), napisanego w języku rosyjskim. Władał językami niemieckim, francuskim, angielskim oraz starogreckim i łaciną.